# 佐藤實季
佐藤實季（1996年1月27日—）是日本的女性聲優，愛知縣出身。DAX Production所屬。

## 人物
2014年1月26日在奧斯卡傳播與青二製作舉辦的聲優甄選企畫「全日本美聲女比賽」中進入總決賽。
曾在International Media學院東京校與代代木動畫學院名古屋校就讀。

## 演出作品
※粗體字為主要角色。

### 電視動畫
2015年
- 電波教師（學生C[3]）
- 城下町的蒲公英（女學生）

2016年
- 三者三葉（女子A、女學生、客A）
- 初戀怪獸（學生）
- 謎解音（金河恩）

2019年
- Re:Stage！Dream Days♪（西館白[4]）

### 遊戲
2015年
- 美少女夢工場（嬰兒精靈[5]）
- Shooting Girl（古河花鈴）

2017年
- Re:Stage！節奏舞步（西館白[6]）

### 廣播
- A&G GIRLS BEAT♪ Queenty（2016年－2017年，超!A&G+、NICONICO動畫）[7]

### 電視演出
- 中學生日記[1]

### 活動
- AnimeJapan2016 Queenty 交換名片會[7]

## 音樂CD

### 角色歌
| 發售日         | 商品名稱        | 演唱名義   | 歌曲                                 | 備註                   |
| -------------- | --------------- | ---------- | ------------------------------------ | ---------------------- |
| 2017年9月10日  | Fearless Girl   | Tetrarkhia | 「Fearless Girl」 「Shine on Me!!」  | 《Re:Stage！》相關歌曲 |
| 2018年2月21日  | Raise Your Fist | Tetrarkhia | 「」 「Stay Together」 「境界線」    | 《Re:Stage！》相關歌曲 |
| 2018年11月21日 | Heroic Spark    | Tetrarkhia | 「Heroic Spark」 「Seventeen Feels」 | 《Re:Stage！》相關歌曲 |

### 组合成员
1. ↑  坂東美久龍（山田奈都美）、西館白（佐藤實季）、南風野朱莉（高柳知葉）、城北玄刃（西田望見）

## 外部連結
- 事務所官方簡歷（页面存档备份，存于）（日語）
- 佐藤實季的X（前Twitter）（日語）